# الم سیتی (کارولینای شمالی)
الم سیتی (به انگلیسی: Elm City) شهری در ایالت کارولینای شمالی کشور ایالات متحده آمریکا است که جمعیت آن در سرشماری سال ۲۰۱۰ میلادی، ۱٬۲۹۸ نفر بوده‌است.